# (33139) 1998 DU2
1998 DU2 (asteroide 33139) é um asteroide da cintura principal. Possui uma excentricidade de 0.27144920 e uma inclinação de 10.17059º.
Este asteroide foi descoberto no dia 16 de fevereiro de 1998 por Beijing Schmidt CCD Asteroid Program em Xinglong.